# Eugenio Berríos
Eugenio Berríos   (Santiago de Xile, 14 de novembre de 1947 - Montevideo, 1995) va ser un bioquímic xilè. Va ser membre de la Direcció d'Intel·ligència Nacional (DINA), elaborant armes químiques com gas sarín i altres químics.

## Biografia

### Projecte Andrea
Va fabricar gas sarín en el marc del Projecte Andrea per a Augusto Pinochet, per a usar-lo com a arma militar en contra dels seus opositors. Michael Townley va afirmar judicialment que el flascó del perfum Chanel Nº5, que ell mateix va portar a Estats Units d?Amèrica el 1976 amb la idea de matar Orlando Letelier, es troba encara a Xile, ple de l'agent nerviós. Townley també va revelar al jutge que a Xile no només van ser assassinats amb sarín el conservador de béns arrels Renato León Zenteno (1976), i el caporal de l'exèrcit i agent DINA Manuel Leyton (1977), sinó també altres persones. Algunes d'aquestes persones, segons Townley, estaven involucrades amb l'emmagatzematge i el transport d'envasos amb gas sarín a la dècada dels anys 1970 i començaments dels anys 1980. Una seria un metge o assistent que va participar en les autòpsies de Renato Zenteno i el caporal Leyton.

### Altres secrets tèrbols dels militars
A banda, també guardava un altre secret: el seu vincle amb el narcotràfic, amb peruans exagents d'intel·ligència militar, xilens prestadors i militars.
El diari xilè La Nación va acotar que Contreras:
| « | Assegura al seu informe que quan Gerardo Huber es va fer càrrec del Complex Químic de l'Exèrcit, a mitjans dels 1980, el químic de la DINA Eugenio Berríos, al costat d'un altre "cuiner", s'encarregaven d'elaborar "cocaïna negra". La fórmula per a fabricar-la era barrejar l'alcaloide amb sulfat ferrós i altres sals minerals per ajudar que aquest s'impregnés del pigment, de manera que s'adherís a diferents superfícies i manqués de la tradicional olor que permet detectar-la. | » |

Els carregaments de cocaïna partien des de la Fàbrica de Material de Guerra de l'Exèrcit (FAMAE) a Santiago i eren portats en vehicles militars a l'Aeroport de Santiago. La droga es destinava a Europa i punts intermedis, sovint l'aeroport de Port-au-Prince (Haití) o a les Illes Canàries. Un dels avions utilitzats per als embarcaments havia estat chartejat per una companyia britànica registrada com a Quinn Freight, i va ser el mateix que van usar Robert Mc Farlane i el coronel Oliver North per viatjar a l'Iran a negociar el pla Iran-Contra.